# Lijst van rijksmonumenten in Hilvarenbeek (gemeente)
De gemeente Hilvarenbeek telt 63 inschrijvingen in het rijksmonumentenregister. Hieronder een overzicht. 

## Biest-Houtakker
De plaats Biest-Houtakker telt 2 inschrijvingen in het rijksmonumentenregister.
| Object                | Oorspronkelijke functie? | Bouwjaar | Architect   | Locatie          | Coördinaten?                 | Nr.?   | Afbeelding        |
| --------------------- | ------------------------ | -------- | ----------- | ---------------- | ---------------------------- | ------ | ----------------- |
| H. Antonius van Padua | Kerk en kerkonderdeel    | 1913     | Jos. Margry | Biestsestraat 26 | 51° 30' 28" NB, 5° 9' 35" OL | 518895 | Meer afbeeldingen |
| R.K. pastorie         | Kerkelijke dienstwoning  | 1913     | Jos. Margry | Biestsestraat 24 | 51° 30' 27" NB, 5° 9' 35" OL | 518896 | Upload foto       |

## Diessen
De plaats Diessen telt 12 inschrijvingen in het rijksmonumentenregister.
| Object | Oorspronkelijke functie? | Bouwjaar                          | Architect | Locatie               | Coördinaten?                  | Nr.?   | Afbeelding |
| --- | ------------------------ | --------------------------------- | --------- | --------------------- | ----------------------------- | ------ | --- |
| Herenhuis uit de eerste helft van de 19e eeuw, onder dwars schilddak met hoekschoorstenen, kroonlijst op klossen en voluutvormige consoles, ramen met kleine roedenverdeling, pilasters en kroonlijst om de ingang | Woonhuis                 | eerste helft 19e eeuw             |           | Heuvelstraat 1        | 51° 28' 34" NB, 5° 10' 36" OL | 12896  | Herenhuis uit de eerste helft van de 19e eeuw, onder dwars schilddak met hoekschoorstenen, kroonlijst op klossen en voluutvormige consoles, ramen met kleine roedenverdeling, pilasters en kroonlijst om de ingang |
| De Pannenhoef | Boerderij                | 1658 (jaarankers)                 |           | Julianastraat 29      | 51° 28' 44" NB, 5° 10' 36" OL | 12897  | Meer afbeeldingen |
| Sint-Willibrorduskerk | Kerk en kerkonderdeel    |                                   |           | Kerksingel 1          | 51° 28' 31" NB, 5° 10' 32" OL | 12898  | Meer afbeeldingen |
| Boerderij op L-vormige plattegrond | Boerderij                | 1717 (jaartalankers)              |           | Baarschotsestraat 46  | 51° 27' 26" NB, 5° 11' 20" OL | 12899  | Meer afbeeldingen |
| Boerderij van het Kempische langgeveltype | Boerderij                |                                   |           | Gijselstraat 4        | 51° 27' 24" NB, 5° 10' 44" OL | 12900  | Meer afbeeldingen |
| Boerderij van het Kempische langgeveltype, rieten wolfdak met voet van pannen, in de kopgevel in baksteen | Boerderij                | 1833                              |           | Gijselstraat 5        | 51° 27' 25" NB, 5° 10' 46" OL | 12901  | Meer afbeeldingen |
| Huiske ten Halve | Boerderij                | 1871                              |           | Beekseweg 24          | 51° 28' 55" NB, 5° 9' 35" OL  | 518927 | Huiske ten Halve |
| Boerderij is als variant op de traditionele langgevelboerderij | Boerderij                | 1941                              |           | Beerseweg 2           | 51° 28' 41" NB, 5° 11' 5" OL  | 518928 | Upload foto |
| Voormalige gemeentehuis | Woonhuis                 | 1880                              |           | Willibrordusstraat 12 | 51° 28' 39" NB, 5° 10' 34" OL | 518929 | Meer afbeeldingen |
| Wederopbouwboerderij van het type langgevel | Boerderij                | 1941 (hersteld) ca. 1920 (schuur) |           | Beerseweg 1           | 51° 28' 43" NB, 5° 11' 3" OL  | 518930 | Upload foto |

## Esbeek
De plaats Esbeek telt 18 inschrijvingen in het rijksmonumentenregister. Zie Lijst van rijksmonumenten in Esbeek voor een overzicht.

## Haghorst
De plaats Haghorst telt 4 inschrijvingen in het rijksmonumentenregister.
| Object                                                   | Oorspronkelijke functie? | Bouwjaar  | Architect | Locatie          | Coördinaten?                  | Nr.?   | Afbeelding        |
| -------------------------------------------------------- | ------------------------ | --------- | --------- | ---------------- | ----------------------------- | ------ | ----------------- |
| Sluizencomplex St. Josephstraat, Schutsluis              | Waterkering en -doorlaat | 1923      |           | Sluiscomplex     | 51° 29' 54" NB, 5° 12' 56" OL | 518909 | Meer afbeeldingen |
| Sluizencomplex St. Josephstraat, brug                    | Bedieningsgebouw         | 1923-1929 |           | St. Josephstraat | 51° 29' 54" NB, 5° 12' 56" OL | 518910 | Upload foto       |
| Sluizencomplex St. Josephstraat, schakelhuis/pompstation | Bedieningsgebouw         | 1923      |           | Sluiscomplex     | 51° 29' 54" NB, 5° 12' 56" OL | 525055 | Upload foto       |
| Sluizencomplex St. Josephstraat, spuisluis               | Bedieningsgebouw         | 1929      |           | Sluiscomplex     | 51° 29' 54" NB, 5° 12' 56" OL | 525056 | Upload foto       |

## Hilvarenbeek
De plaats Hilvarenbeek telt 29 inschrijvingen in het rijksmonumentenregister. Zie Lijst van rijksmonumenten in Hilvarenbeek (plaats) voor een overzicht.
's-Hertogenbosch ·
Alphen-Chaam ·
Altena ·
Asten ·
Baarle-Nassau ·
Bergeijk ·
Bergen op Zoom ·
Bernheze ·
Best ·
Bladel ·
Boekel ·
Boxtel ·
Breda ·
Cranendonck ·
Deurne ·
Dongen ·
Drimmelen ·
Eersel ·
Eindhoven ·
Etten-Leur ·
Geertruidenberg ·
Geldrop-Mierlo ·
Gemert-Bakel ·
Gilze en Rijen ·
Goirle ·
Halderberge ·
Heeze-Leende ·
Helmond ·
Heusden ·
Hilvarenbeek ·
Laarbeek ·
Land van Cuijk ·
Loon op Zand ·
Maashorst ·
Meierijstad ·
Moerdijk ·
Nuenen, Gerwen en Nederwetten ·
Oirschot ·
Oisterwijk ·
Oosterhout ·
Oss ·
Reusel-De Mierden ·
Roosendaal ·
Rucphen ·
Sint-Michielsgestel ·
Someren ·
Son en Breugel ·
Steenbergen ·
Tilburg ·
Valkenswaard ·
Veldhoven ·
Vught ·
Waalre ·
Waalwijk ·
Woensdrecht ·
Zundert